# Barrage de Grand Poubara
Le barrage de Grand Poubara est un barrage situé au Gabon près de Franceville. Le barrage a une capacité hydroélectrique de 160 MW. Sa construction a démarré en 2008 pour se terminer en 2013. Le projet a été construit par Sinohydro et financé avec l'aide financière du gouvernement chinois, pour un coût estimé à 398 millions de dollars. Le projet vise notamment à alimenter un complexe métallurgique de la Comilog, filiale d'Eramet, dédié au traitement du manganèse,. 